# Santana (Brazylia)
Santana – miasto w Brazylii, w stanie Amapá.
W 2022 roku liczba ludności wyniosła 107 618.